# (208) Lacrimosa
(208) Lacrimosa ist ein Asteroid des äußeren Hauptgürtels, der am 21. Oktober 1879 vom österreichischen Astronomen Johann Palisa an der Marine-Sternwarte Pola in Istrien entdeckt wurde.
Der Name bedeutet tränenreich, kläglich. Sehr wahrscheinlich soll dieser Name den Kummer über die Schwierigkeiten widerspiegeln, die mit einer Wiederauffindung dieses Asteroiden verbunden waren. Lacrimosa konnte von Palisa nur viermal beobachtet werden (Astronomischer Kalender für 1883, S. 108). Die Benennung erfolgte 1882 durch Leopold Schulhof, Astronom in Paris, auf Wunsch des Entdeckers.
(208) Lacrimosa ist das größte Mitglied der Koronis-Familie, einer Gruppe von Asteroiden, die durch Absplitterungen von (158) Koronis entstanden.

## Wissenschaftliche Auswertung
Mit Daten radiometrischer Beobachtungen in Infraroten am Kitt-Peak-Nationalobservatorium in Arizona vom März 1975 wurden für (208) Lacrimosa erstmals Werte für den Durchmesser und die Albedo von 42 km und 0,14 bestimmt. Aus Ergebnissen der IRAS Minor Planet Survey (IMPS) wurden 1992 Angaben zu Durchmesser und Albedo für zahlreiche Asteroiden abgeleitet, darunter auch (208) Lacrimosa, für die damals Werte von 41,3 km bzw. 0,27 erhalten wurden. Eine Auswertung von Beobachtungen durch das Projekt NEOWISE im nahen Infrarot führte 2011 zu vorläufigen Werten für den Durchmesser und die Albedo im sichtbaren Bereich von 45,0 km bzw. 0,17. Nach neuen Messungen wurden die Werte 2014 auf 40,1 oder 40,9 km bzw. 0,20 oder 0,21 geändert. Eine Anwendung thermophysikalischer Modelle auf Beobachtungen des Asteroiden mit WISE vom 10. Februar und 8. August 2010 ergab in einer Untersuchung von 2018 Werte für den Durchmesser und die Albedo von 40,4 km und 0,24. Außerdem konnten die Achsenverhältnisse für ein zweiachsig-ellipsoidisches Gestaltmodell und eine prograde Rotation bestimmt werden. Aus der Beobachtung von zwei Sternbedeckungen durch den Asteroiden konnte in einer Untersuchung von 2020 für (208) Lacrimosa ein Durchmesser von 44,5 ± 0,5 km bestimmt werden.

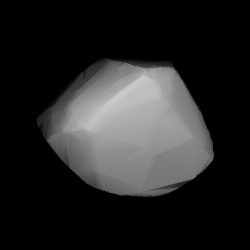
Berechnetes 3D-Modell von (208) Lacrimosa

Photometrische Messungen von (208) Lacrimosa wurden vom 15. bis 18. Februar 1985 am McDonald-Observatorium in Texas durchgeführt. Aus der gemessenen Lichtkurve konnte keine eindeutige Rotationsperiode bestimmt werden, aber neben einem möglichen Wert von 20,3 h erschien ein Wert von 13,5 h am stimmigsten. Weitere Beobachtungen im Februar 1989 und März 1990 am McDonald-Observatorium und von Oktober 1992 bis Januar 1994 am Wallace Astrophysical Observatory in Massachusetts ermöglichten es, die Unsicherheit aufzulösen und führten zu einem neuen Wert für die Rotationsperiode von 14,085 h. Aus den archivierten Daten der Jahre 1985 bis 1994 wurde in einer Untersuchung von 2003 für (208) Lacrimosa eine Rotationsperiode von 14,077 h abgeleitet, ebenso wie eine Position für die Rotationsachse mit retrograder Rotation sowie die Achsenverhältnisse eines dreiachsig-ellipsoidischen Gestaltmodells.
Ebenfalls aus den früheren Beobachtungen konnten dann in einer weiteren Untersuchung von 2003 für den Asteroiden zwei alternative Lösungen für die Position der Rotationsachse mit retrograder Rotation abgeleitet werden, für die Rotationsperiode ergab sich ein Wert von 14,0769 h. Außerdem wurden die Achsenverhältnisse für eine dreiachsig-ellipsoidische Form berechnet und ein Gestaltmodell erstellt. Aus der Auswertung von Beobachtungsdaten einer Bedeckung des Sterns 9. Größe BD+19 2143 durch (208) Lacrimosa am 31. Dezember 2003 für etwa 4,6 s konnte keine der beiden zuvor bestimmten Rotationsachsen eindeutig ausgeschlossen werden. Die bevorzugte Lösung führte zu einem Gestaltmodell mit einem effektiven Durchmesser von 45 ± 10 km.
Neue photometrische Beobachtungen von (208) Lacrimosa vom 11. November 2012 bis 17. Januar 2013 am Osservatorio Astronomico della Regione Autonoma Valle d’Aosta (OAVdA) in Italien führten zur Bestimmung einer Rotationsperiode von 14,0850 h, während Messungen vom 14. bis 16. Januar 2014 am Center for Solar System Studies (CS3) in Kalifornien eine Rotationsperiode von 14,054 h ergaben.
Mit einer Auswertung photometrischer Daten des Lowell-Observatoriums und des Gaia DR2-Katalogs konnten dann im Jahr 2019 aus allen verfügbaren Lichtkurven und Messdaten zwei neue alternative Lösungen für die Position der Rotationsachse des Asteroiden bestimmt werden. Das neue Modell wies allerdings eine prograde Rotation im Gegensatz zu den früheren Ergebnissen auf. Die Ursache lag in einer leicht falschen Periode der zuvor veröffentlichten Lösung. Die Rotationsperiode wurde jetzt durch die Methode der konvexen Inversion zu 14,08574 h bestimmt. Zur Bestätigung des Ergebnisses wurde die Berechnung 2021 mit allen zu dieser Zeit verfügbaren Daten wiederholt. Es wurden zu den bereits früher verwendeten Daten auch solche der All-Sky Automated Survey for Supernovae (ASAS-SN), des Asteroid Terrestrial-impact Last Alert System (ATLAS), des United States Naval Observatory (USNO) und Observatorien der Catalina Sky Survey sowie von neuen photometrischen Beobachtungen des Asteroiden im März und Juni 2020 durch die beiden TRAPPIST-Teleskope in Chile und Marokko berücksichtigt. Es konnten daraus wieder Gestaltmodelle mit einem mittleren Durchmesser von 44 ± 2 km für zwei alternative Positionen der Rotationsachse mit prograder Rotation berechnet werden, wobei die Rotationsperiode sehr genau zu 14,08573 h bestimmt werden konnte. Ein Vergleich mit der bereits erwähnten Sternbedeckung 2003 sowie einer weiteren am 20. Oktober 2016 ermöglichte es zwar, eine der beiden Alternativen zu bevorzugen. Für eine sichere Entscheidung wurden aber noch weitere Beobachtungen als notwendig erachtet.
Eine Untersuchung von 2020 bestätigte erneut die Rotationsperiode mit 14,09 h, darüber hinaus konnte eine taxonomische Zuordnung mit einer Wahrscheinlichkeit von 13 % für einen C-Typ und 87 % für einen S-Typ angegeben werden. Zwischen 2012 und 2018 wurden mit der All-Sky Automated Survey for Supernovae (ASAS-SN) auch photometrische Daten von 20.000 Asteroiden aufgezeichnet. Auf mehr als 5000 davon konnte erfolgreich die Methode der konvexen Inversion angewendet werden, darunter auch (208) Lacrimosa, für die in einer Untersuchung von 2021 ein verbessertes dreidimensionales Gestaltmodell für zwei alternative Rotationsachsen mit prograder Rotation und einer Periode von 14,0856 h berechnet wurde.
Aus archivierten Daten von ATLAS aus dem Zeitraum 2015 bis 2018 konnte in einer Untersuchung von 2022 mit der Methode der konvexen Inversion eine Rotationsperiode von 14,0856 h berechnet werden. Im Jahr 2023 wurde aus photometrischen Messungen von Gaia DR3 erneut ein dreidimensionales Gestaltmodell des Asteroiden für zwei alternative Rotationsachsen mit prograder Rotation und einer Periode von 14,0857 h berechnet.